# Daït Ifrah
Le lac Daït Ifrah est situé au nord du Moyen Atlas central, à une distance d'environ 30 km d'Ifrane. C'est l'un des plus grands lacs de la région, avec une superficie estimée à 250 ha qui connaît d'importantes fluctuations selon les années et les saisons. Situé au fond d'une cuvette karstique de forme ovale, la profondeur maximale est de 8 m. Aux eaux stagnantes eutrophes bien ensoleillées, ce lac est essentiellement alimenté par la nappe phréatique, les eaux de ruissellement et la fonte des neiges. La flore aquatique est composée essentiellement de Ranunculus millifoliatus, de Potamogeton pectinatus et de Tolypella hispanica.
Ce plan d'eau est entouré par une prairie humide très rase, dépourvue de végétation émergente. Une couverture forestière de chênes verts, très clairsemée, ne commence qu'à une certaine distance des bords sud-est du lac. La faune d'invertébrés du lac est très diversifiée son abondance est cependant peu élevée par rapport aux autres lacs (Morgan, 1982).

## Localisation

### Coordonnées
- Latitude : 33°33' 33.76N
- Longitude : 4°55' 43.81 O
- Altitude : 1620 m
- Superficie : 2,5 km²
- Profondeur :
- Références des cartes : 1/100.000 -
- Province administrative : Province d'Ifrane
- Centre administratif proche :
- District forestier :
- Région biogéographique : n° - Moyen Atlas central